# Cid Flaquer Scartezzini
Cid Flaquer Scartezzini (São Paulo, 23 de fevereiro de 1929 — São Paulo, 6 de março de 2025) foi um magistrado brasileiro. Foi ministro do Superior Tribunal de Justiça (STJ), tendo sido originalmente nomeado para o extinto Tribunal Federal de Recursos (TFR).
Após sua aposentadoria, foi sucedido no STJ por seu irmão, Jorge Scartezzini.

## Carreira
Cid Flaquer Scartezzini formou-se em direito pela Universidade de São Paulo (USP).
Foi professor primário e secundário nas cadeiras de língua portuguesa, economia política e legislação aplicada em diversos estabelecimentos da cidade de São Paulo, bem como professor titular de direito público e privado, direito penal e direito processual penal nas Faculdades Metropolitanas e no Instituto de Ensino Superior Senador Flaquer, em Santo André.
Atuou como advogado em São Paulo e nas cidades do ABC paulista, tendo sido presidente da Associação dos Advogados de Santo André e conselheiro da seccional paulista da Ordem dos Advogados do Brasil (OAB) por dois biênios.
Foi, também, vereador e presidente da Câmara Municipal de Santo André.
Ingressou na carreira da magistratura como juiz federal. Foi juiz efetivo do Tribunal Regional Eleitoral de São Paulo (TRE-SP) de 24 de junho de 1969 a 23 de junho de 1971.
Tornou-se ministro do Tribunal Federal de Recursos (TRF) em 7 de maio de 1981, passando a compor o Superior Tribunal de Justiça (STJ) a partir da criação deste pela Constituição de 1988. Aposentou-se em 24 de fevereiro de 1999.
Foi membro da Academia Paulista de Direito, da Academia Brasileira de Direito Criminal e da Sociedad Venezuelana de Derecho Penal y Criminologia.

## Morte
Cid morreu no dia 6 de março de 2025, aos 96 anos em São Paulo.